# Media Rodzina
Media Rodzina – poznańskie wydawnictwo założone w 1992 roku przez Roberta Gamble i Bronisława Kledzika.
Pierwszym tytułem wydanym przez Media Rodzina była książka Jak mówić, żeby dzieci nas słuchały. Jak słuchać, żeby dzieci do nas mówiły autorstwa Adele Faber i Elaine Mazlish. Media Rodzina wydało ponad 500 tytułów dla dzieci, młodzieży, książek psychologicznych i poradników dla rodziców.
Największym sukcesem wydawnictwa była seria książek o Harrym Potterze, która sprzedała się w liczbie ponad 5 mln egzemplarzy. Poza tym cyklem Media Rodzina wydało również sagę Opowieści z Narnii C.S. Lewisa, trylogię Suzanne Collins pt. Igrzyska śmierci, trylogię Ransoma Riggsa o osobliwych dzieciach oraz powieści dla młodzieży niemieckiej autorki Kerstin Gier.
Wydawnictwo Media Rodzina wydaje również serię książek o Panu Kuleczce autorstwa Wojciecha Widłaka z ilustracjami Elżbiety Wasiuczyńskiej (oboje zostali nagrodzeni przez Polską Sekcję IBBY) oraz cykl „Baśnie świata”. W ramach cyklu „Klasyka w nowych szatach” wydawnictwo opublikowało nowe przekłady baśni braci Grimm, Hansa Christiana Andersena, Opowieść wigilijną Charlesa Dickensa czy Pinokia Carlo Collodiego z ilustracjami Roberto Innocentiego.
Wydawnictwo publikuje książki dla dzieci z serii z bohaterką Kicią Kocią Anita Głowińska.
Beletrystyka ukazuje się w serii „Gorzka Czekolada”, do najpopularniejszych autorów należy Nele Neuhaus. Media Rodzina jest również wydawcą audiobooków.